# Kapospula
Kapospula község Tolna vármegyében, a Dombóvári járásban.

## Fekvése
A település két kistáj – Észak-Zselic és Dél-Külső-Somogy – találkozásánál fekszik. A két kistájat a Kapos választja el egymástól, mely a község déli határán folyik.

### Megközelítése
A 61-es főút Dombóvár–Kaposvár közti szakasza mentén helyezkedik el, Dombóvárral csaknem teljesen egybeépült. Innen ágazik ki a 6517-es út észak felé, Alsóhetény településrész, Nak és Lápafő irányába.
Vonattal elérhető a Dombóvár–Gyékényes-vasútvonalon, amelynek egy megállási pontja van itt, Kapospula megállóhely.

## Története
1500-ban 30 házzal említették a falut, de a török megszállás idején már csak 10-zel. 1700-ban Dombóvárhoz tartozott, ekkor mindössze három háza és lakása volt, de templommal rendelkezett.
1975. január 1-jén került át Somogy megyéből Tolna megyébe.

## Közélete

### Polgármesterei
- 1990–1994: Buda Józsefné dr. (független)[4]
- 1994–1998: Buda Józsefné dr. (független)[5]
- 1998–2002: Markovits Géza (független)[6]
- 2002–2006: Markovits Géza (független)[7]
- 2006–2010: Markovits Géza Sándor (független)[8]
- 2010–2014: Markovits Géza (független)[9]
- 2014–2019: Stemler József (független)[10]
- 2019–2024: Stemler József (független)[11]
- 2024– : Stemler József (független)[1]

## Népesség
A település népességének változása:
| Lakosok száma | 901  | 890  | 864  | 876  | 826  | 815  | 807  |
|               | 2013 | 2014 | 2015 | 2021 | 2022 | 2023 | 2024 |

A 2011-es népszámlálás során a lakosok 83,4%-a magyarnak, 0,5% cigánynak, 4% németnek, 0,3% románnak mondta magát (15,7% nem nyilatkozott; a kettős identitások miatt a végösszeg nagyobb lehet 100%-nál). A vallási megoszlás a következő volt: római katolikus 58,6%, református 3%, evangélikus 1,6%, görögkatolikus 0,3%, felekezeten kívüli 10,2% (25,6% nem nyilatkozott).
2022-ben a lakosság 86,7%-a vallotta magát magyarnak, 4,8% németnek, 0,5% cigánynak, 0,2% románnak, 0,1-0,1% szerbnek, görögnek és örménynek, 2,8% egyéb, nem hazai nemzetiségűnek (11% nem nyilatkozott; a kettős identitások miatt a végösszeg nagyobb lehet 100%-nál). Vallásuk szerint 51,3% volt római katolikus, 2,9% református, 2,3% evangélikus, 0,4% egyéb keresztény, 1,8% egyéb katolikus, 8,7% felekezeten kívüli (32,2% nem válaszolt).

## Nevezetességei

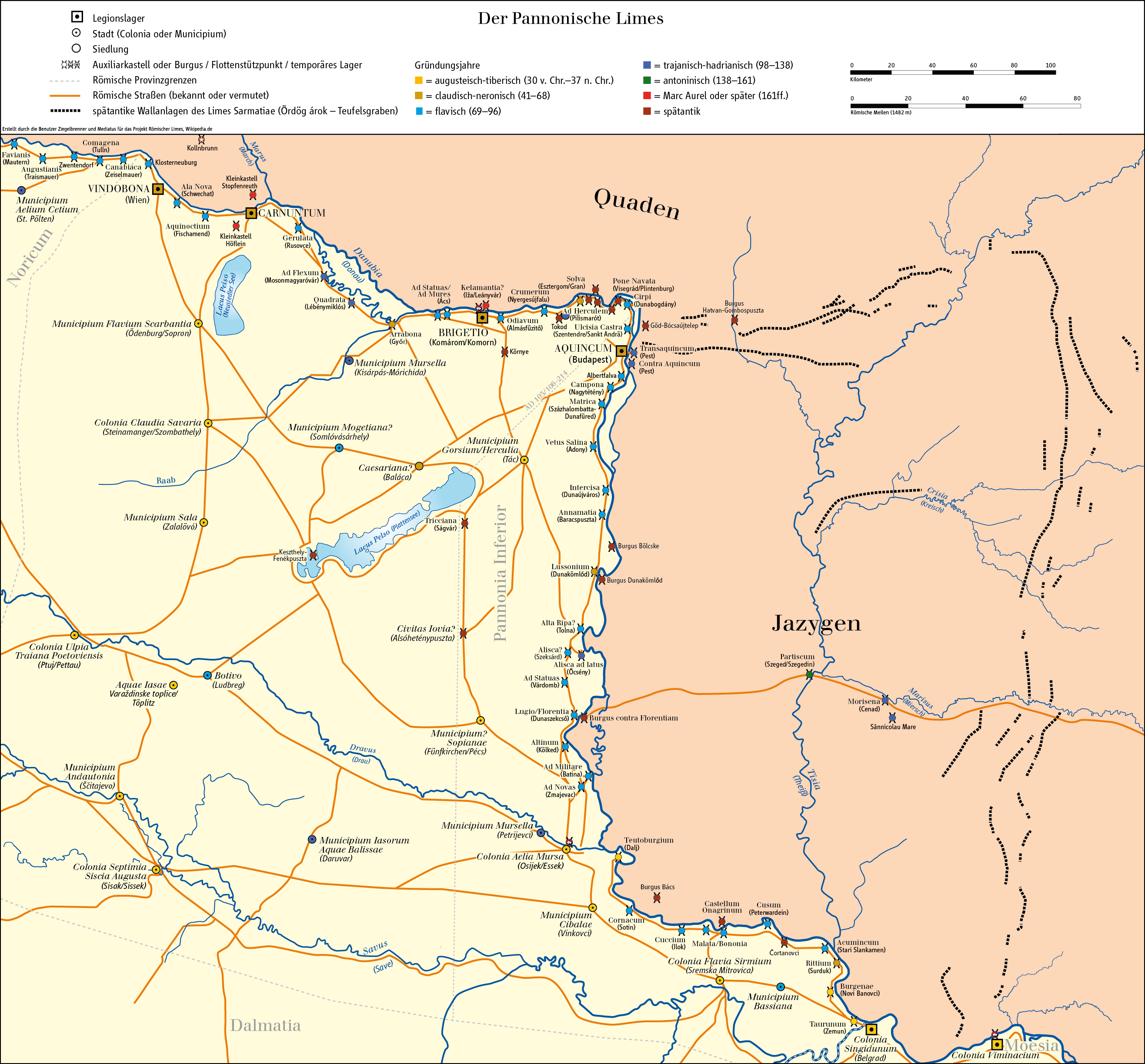
Civitas Iovia virágzó pannoniai város volt

- Süllyedtvár, Süllyedt-vár, Alsóhetény-puszta, Iovia, Alsóhetényi belső erőd, Alsóhetény[14][15] – késő római belső erődítmény. Azokat a római kori erődítményeket, amelyek nem a Ripa Pannonica mentén helyezkednek el, hanem a limes mögött, belső erődítményeknek nevezi a régészet. A Kapospulához tartozó Alsóhetény régóta ismert római kori lelőhely, ahol leletekben gazdag maradványaival egy 460-szor 470 méter kiterjedésű katonai erődöt és egy nagy temetőt is feltártak. A lelőhelyet Rómer Flóris fedezte fel, és Tóth Endre, a Magyar Nemzeti Múzeum régésze ásatta 1981-1994 között. A hely a pannoniai erődített települések közé tartozott, amelyeknek legismertebb tagja Valcum volt a mai Keszthelyhez tartozó Fenékpusztán, de hasonlókat tártak fel Környén és Ságváron is. Az erődöt írott források Iovia néven[16] említik, amely név talán a korábban (3.-4. században) azonos néven létezett környékbeli polgári városról örökítődött át a katonai településre.[17] Tóth Endre 1981-ben kezdte meg Alsóhetény határában a talajfelszín alatti romok feltárását. A 340 körül épített „Iovia” nevet viselő katonai létesítmény a Római Birodalom védvonalának egyik ellátó bázisául szolgált.[18] Szabó Ádám a Morphologia Valeriana című művében így összegzi a föld alatt rejtőző erődítmény kiterjedését: „Az erőd tájolása közel pontosan észak-dél –kelet-nyugat. Északi fal-hossza 450 m, keleti  falhossza 472 m, déli falhossza 499 m, nyugati falhossza 458 m. A szabálytalan négyzetet formázó erőd falainak hossza összesen 1879 méter, területe 21 hektár,ezt kiegészíti a 4 saroktorony, a 8 kaputorony és 39 oldaltorony összességükben szintén hosszú fal-felülettel. Falainak vastagsága 260-280 cm; tornyainak átmérője 13,5-13,7 m; saroktornyainak átmérője 17 m.”[19]
- Sisakrekonstrukció – az arany orrlemezén Krisztus nevét rövidítő monogram látható, egy késő római kori sisak, a sisakon fellelt orrvédőt burkoló dísz ebben az elhelyezésben egyedülálló a világon.[20] A sisakrekonstrukció látható volt a pécsi Janus Pannonius Múzeum időszakos kiállításán is.[21] „Párja” a Magyar Nemzeti Múzeumban tekinthető meg.[22][23]

Alsóheténypuszta-Kapospuláról  ismert  egy  későcsászár-kori, ún. Intercisa III. típusú taréjos sisak ("Kammhelm"  ill. "Garde-helm") aranyozott ezüst borítólemeze, ami összehajtogatva került elő, rajta off(icina) Gaiani jelzéssel. A sisak gazdája akár az erődöt irányító egyik  tribunus is lehetett.